# Codelco

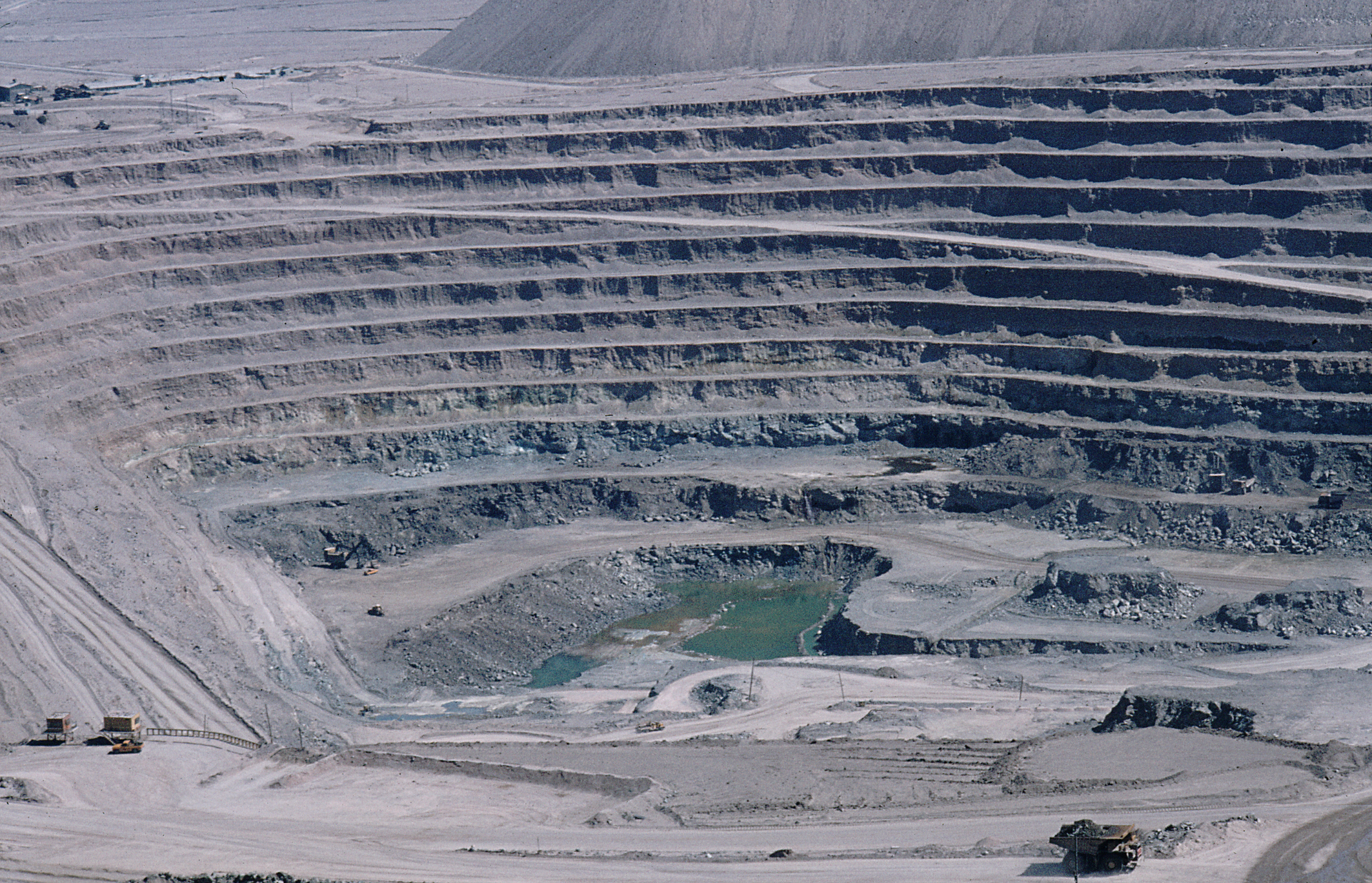
Chuquicamata kopermijn

CODELCO is de grootste koperproducent ter wereld. Het in Chili gevestigde bedrijf. In 2020 had het een wereldwijd marktaandeel in de productie van koper van 8% en 30% in Chili. Het is verder de op een na grootste producent van molybdeen ter wereld. Het is een staatsbedrijf en dus niet beursgenoteerd. Codelco staat voor Corporacion Nacional del Cobre de Chile.

## Activiteiten
Coldelco is de grootste producent van koper ter wereld; de mijnen liggen vooral in het midden en noorden van Chili. In 2020 produceerde het bedrijf 1,7 miljoen ton koper en daarnaast 28.000 ton molybdeen, een bijproduct. De huidige reserves zijn voldoende om dit productieniveau voor de komende 70 jaar vol te houden.
De activiteiten zijn verdeeld over zes onderdelen, waarvan Codelco Norte het grootste is met een aandeel van circa 50% in de totale koperproductie. De belangrijkste mijn van dit onderdeel is de Chuquicamata-mijn. Deze mijn ligt 1.650 kilometer ten noorden van de hoofdstad Santiago op bijna drie kilometer boven zeeniveau. In 1910 werd deze mijn al geopend en produceert sindsdien. Twee andere belangrijke onderdelen van Codelco zijn El Teniente en Andina, naast een drietal kleinere onderdelen. De productie in El Teniente begon in 1905; dit is de grootste gesloten mijn ter wereld en ligt 80 kilometer ten zuiden van Santiago.

### Resultaten
De resultaten van het bedrijf zijn sterk afhankelijk van de koperprijs op de wereldmarkt. In 2006 verdubbelde de winst dankzij een vergelijkbare prijsstijging van koper. Codelco levert verder een belangrijke bijdrage aan de werkgelegenheid en is een grote bron van overheidsinkomsten. Vanaf 2015 draagt Codelco relatief meer af aan de staat dan er aan winst wordt gerealiseerd. Dit maakt het voor Codelco moeilijker om te investeren en de productie laat sinds de piek in 2015 een daling zien. 
| Jaar | Omzet           | Winst vóór belastingen | Afdrachten aan Staat | Balans- totaal  | Koper- productie (× 1000 ton) | Koperprijs (in US$/lb) | Aantal werknemers |
| Jaar | (× US$ miljoen) | (× US$ miljoen)        | (× US$ miljoen)      | (× US$ miljoen) | Koper- productie (× 1000 ton) | Koperprijs (in US$/lb) | Aantal werknemers |
| ---- | --------------- | ---------------------- | -------------------- | --------------- | ----------------------------- | ---------------------- | ----------------- |
| 2005 | 10.491          | 4901                   | 4442                 | 10.739          | 1831                          | 1,671                  | 17.880            |
| 2006 | 17.077          | 9215                   | 8334                 | 13.033          | 1783                          | 3,053                  | 17.936            |
| 2007 | 16.988          | 8460                   | 7933                 | 15.186          | 1665                          | 3,232                  | 18.211            |
| 2008 | 14.425          | 4970                   | 6829                 | 13.707          | 1548                          | 3,153                  | 19.300            |
| 2009 | 12.379          | 3948                   | 3048                 | 18.254          | 1782                          | 2,342                  | 19.359            |
| 2010 | 16.066          | 5799                   | 6069                 | 20.279          | 1760                          | 3,420                  | 19.347            |
| 2011 | 17.515          | 7033                   | 6981                 | 20.835          | 1796                          | 3,997                  | 18.247            |
| 2012 | 15.860          | 7805                   | 3177                 | 31.660          | 1758                          | 3,606                  | 19.019            |
| 2013 | 14.956          | 3889                   | 2856                 | 33.355          | 1792                          | 3,321                  | 19.242            |
| 2014 | 13.827          | 3033                   | 2234                 | 35.257          | 1841                          | 3,113                  | 19.073            |
| 2015 | 11.694          | −2191                  | 1083                 | 33.444          | 1891                          | 2,492                  | 19.117            |
| 2016 | 11.537          | 435                    | 942                  | 33.403          | 1827                          | 2,206                  | 18.605            |
| 2017 | 14.642          | 1817                   | 1366                 | 36.356          | 1842                          | 2,797                  | 18.562            |
| 2018 | 14.309          | 547                    | 1809                 | 37.091          | 1806                          | 2,959                  | 18.036            |
| 2019 | 12.525          | 408                    | 1000                 | 40.345          | 1706                          | 2,724                  | 16.726            |
| 2020 | 14.173          | 1044                   | 1292                 | 42.210          | 1727                          | 2,804                  | 15.267            |
| 2021 | 21.025          | 5907                   | 5548                 | 43.057          | 1728                          | 4,226                  | 15.609            |
| 2022 | 17.018          | 1495                   | 2295                 | 44.737          | 1553                          | 3,990                  | 15.973            |
| 2023 | 16.393          | −755                   | 1417                 | 46.876          | 1424                          | 3,845                  | 15.673            |
| 2024 | 16.993          | 790                    | 1534                 | 49.701          | 1442                          | 4,149                  |                   |

## Geschiedenis
Voor de komst van de Spaanse conquistadores werd koper al door de lokale bevolking gebruikt. De interesse van de Europeanen ging vooral naar goud, maar toen Chili in 1820 onafhankelijk werd, produceerde het al op bescheiden schaal koper. In de periode 1820 tot 1900 produceerde het land in totaal 2 miljoen ton koper.
Na de eeuwwisseling nam de Amerikaanse belangstelling voor de koperwinning toe. In 1904 werd de El Tenienta mijn in ontwikkeling genomen door de American Braden Copper Company. In 1910 volgde de Chuquicamata mijn door de Chile Exploration Company (CEC) en in 1920 werd de Potrerillos mijn geopend door Andes Copper. In 1923 werd de CEC overgenomen door de Anaconda Copper Company die al Andes Copper beheerste.
De inkomsten voor de Chileense regering waren minimaal. In 1951 werd een akkoord gesloten met de Amerikaanse regering; hierin werd bepaald dat de Chileense overheid een belang van 20% verkreeg in de koperproductie. In een aantal vervolgstappen nam het belang van de overheid in de koperindustrie toe. In 1971 werd een wet aangenomen die de nationalisatie van de koperindustrie mogelijk maakte. In 1976 werd er een apart staatsbedrijf opgericht, Corporacion Nacional del Cobre de Chile, ofwel Codelco Chile. Dit bedrijf kreeg alle staatskoperactiviteiten onder zijn beheer. In de periode 1971 tot en met 2020 heeft Codelco zo'n US$ 115 miljard in de staatskas gestort. Het grootste deel van de afdracht aan de staat is het gevolg van wet 13.196. Deze wet bepaalt dat Codelco 10% van de exportopbrengst van koper en bijproducten moet afdragen. Verder betaalt het bedrijf nog vennootschapsbelasting en draagt het dividend af.
De overheid profiteerde overmatig van de activiteiten van Codelco. Hierdoor bleef te weinig geld over om te investeren waardoor de koperproductie onder druk kwam te staan. In 2014 werd een wet aangenomen waarmee Codelco zo'n US$ 4 miljard in periode 2014-2018 kreeg om zo de achterstallige investeringen te doen.
In juni 2023 besloot de Chileense regering dat Codelco een rol moet spelen bij de ontwikkeling van de lithiumreserves in het land. Het bedrijf zal een meerderheidsbelang gaan nemen in projecten als nieuwe concessies worden verleend of bestaande concessies aflopen. De rol van Codelco zal zich beperken tot het behartigen van de staatsbelangen en financiële participatie en de daadwerkelijke winning en verwerking van lithium blijft in handen van de partners. Inmiddels is Codelco in onderhandeling getreden met Sociedad Química y Minera de Chile (SQM) waarvan de concessie in 2030 afloopt. 